# Brachelia westermanni
Brachelia westermanni är en tvåvingeart som först beskrevs av Christian Rudolph Wilhelm Wiedemann 1819.  Brachelia westermanni ingår i släktet Brachelia och familjen parasitflugor. Inga underarter finns listade i Catalogue of Life.